# Лопу Суаріш де Албергарія
Ло́пу Суáріш де Албергарія (порт. Lopo Soares de Albergaria, бл. 1460 у Лісабоні — бл. 1520 у Торріш-Ведраш) — третій губернатор Португальської Індії в 1515-1518 роках. Замінив на цій посаді Афонсу де Албукеркі.

## Рання кар'єра
Лопу Суаріш де Албергарія походив з шляхетної родини, пов'язаний з могутньою родиною Алмейда. Лопу Суаріш успішно відслужив у 1495—1499 роках на посаді генерал-капітана головної португальської бази в Африці, факторії Сан-Жоржи-да-Міна на португальському Золотому узбережжі.
У 1504 році Лопу Суаріш командував 6-ю португальською Індійською армадою. Вона вважається однією з найуспішніших з ранніх португальських індійських армад. Флот Лопу Суаріша повернувся до Португалії майже без втрат, доставивши королю Мануелу I один з найкращих вантажів в історії Португальської Індії. Це дало йому хорошу позицію для майбутніх преференцій та призначень.

## Губернатор Португальської Індії
У березні 1515 року Мануел I призначив Лопу Суаріша де Албергарія на посаду губернатора Португальської Індії замість Афонсу де Албукеркі. 7 квітня флот на чолі з Суарішем вирушив з Лісабона до Індії. Флот з сімнадцяти кораблів перевозив зокрема посольство до імператора Ефіопії, до якого входили португальський посол Дуарте Гальван, посол Ефіопії Матеуш (також відомим як Матвій Вірменин) і отець Франсішку Алваріш. У серпні, дізнавшись із контактів у Венеції, що каїрський султан мамелюків підготував флот у Суеці для боротьби з португальцями, король Мануел пошкодував, що замінив Албукеркі, і негайно написав до Албергарії, щоб повернути командування всіма операціями Албукеркі і надати йому відповідні ресурси для боротьби з мамелюками. Однак, коли лист надійшов, Албукеркі вже помер.

## Невдалі посольства в Ефіопію та Китай

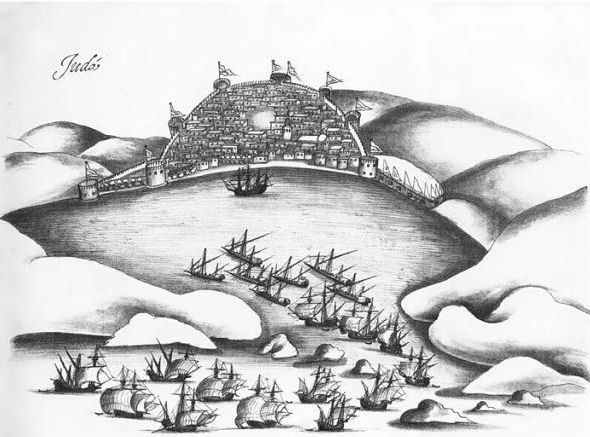
Османський адмірал Салман-реїс захищає Джидду від португальського нападу в 1517 році.

На посаді губернатора Португальської Індії Албергарія здійснив на початку 1517 року невдалу морську експедицію в Червоне море в яку взяв з собою на борт посольство до імператора Ефіопії Девіта II, включаючи Матеуша, Дуарте Галвана і Франсішку Алваріша, з наміром висадити їх на узбережжі. Спочатку Албергарія напав на Аден, якому запропонував здатися, але після відмови не став його штурмувати, оскільки розумів, що не зможе виділити достатньо людей для залишення в якості залоги в фортеці міста. Не дивлячись на великі внутрішні проблеми, що існували в Єгипті в цей час у зв'язку із Османсько-мамельцькою війною (1516-1517), яка закінчилась захопленням османами Каїру в лютому 1517 року і ліквідацією Мамелюцького султанату, на початку весни 1517 році флоту Лопу Суаріша також не вдалося захопити Джидду, яку захищав флот на чолі з османським корсаром Салман-реїсом. Спроба відправити посольство в Ефіопію через порт Массава також зазнала невдачі, оскілько спочатку Албергарія не зміг просунутись далі, ніж архіпелаг Дахлак, а згодом посол Дуарте Галван помер в Камарані. Алваріш і Матеуш були змушені чекати, поки наступник Албергарії, Діогу Лопіш де Секейра, успішно відправить посольство на чолі з Родрігу де Ліма в 1520 році.
17 червня 1517 року відправив з Індії на сімох кораблях перше португальське посольство в Китай на чолі з Фернаном Пірішем де Андраде. Головним послом місії був обраний Томе Піріш, королівський аптекар, який під час перебування в Індії написав у 1515 році визначну роботу про азійську торгівлю. Посольство досягне Пекіна лише у 1520 році, через два роки після того, як Лопу Суаріш залише посаду губернатора Португальської Індії, але не буде прийняте імператором і закінчиться арештом членів посольства та їх смертю в китайському ув'язненні.

## Захоплення Цейлону
У 1518 році Лопу Суаріш де Албергарія захопив для Португалії Цейлон, висадившись у Коломбо з великим флотом. Тут він наказав побудувати невеликий форт під назвою «Nossa Senhora das Virtudes» або «Санта-Барбара».
У вересні 1518 року новим губернатором Португальської Індії став Діогу Лопіш де Секейра, а Лопу Суаріш повернувся до Португалії. Не будучи добре прийнятим при дворі, він залишив свій столичний будинок в Чао-де-Алькаміме, в парафії Сан-Кріштаван-де-Лісбоа, і усамітнився у своєму заміському будинку в Торріш-Ведраш, де і залишався до своєї смерті.